# Trogon narina
Apaloderma narina
Espèce
Statut de conservation UICN

 LC  : Préoccupation mineure
Le Trogon narina (Apaloderma narina) est une espèce d'oiseau de la famille des Trogonidae, endémique de l'Afrique subsaharienne. Elle est remarquable pour sa forte coloration.

## Description et éléments d'écologie
C’est un bel oiseau d’une trentaine de centimètres de long. Il est en grande partie vert métallique irisé, avec un ventre écarlate, un large bec jaune et le dessous de la queue blanc,. La face et la gorge sont vertes chez le mâle, brun-gris sale chez la femelle. Il a l’habitude de se tenir immobile en position dressée dans la voûte des forêts riveraines et des basses terres où il attend les insectes, qu’il attrape au terme d’une envolée rapide et directe. Il est ainsi essentiellement insectivore. Pendant la saison de nidification, le cri du mâle, un whouu-whouu doux et crescendo, profond et guttural fait qu’il est beaucoup plus facile à repérer.

## Répartition et habitat
Son aire de répartition est large en Afrique subsaharienne,,,,, avec ses 6 sous-espèces. Il couvre en effet presque toute la zone en dessous de la ligne Sénégal, Nigéria, Ethiopie. Le trogon narina est un oiseau qui apprécie tous types de forêts : la forêt tropicale humide, les zones boisées ouvertes et même la savane. 

## Conservation
En 2021 (10/2021) l'UICN considère l'espèce comme de préoccupation mineure.

## Liste des références citées
1. 1 2  (en) « Narina Trogon Apaloderma narina (Stephens, 1815) », sur avibase.bsc-eoc.org (consulté le 2021).
2. 1 2 3 4  « Trogon narina Apaloderma narina », sur ebird.org (consulté le 2021).
3. 1 2 3  « Trogon narina Apaloderma narina - Narina Trogon », sur oiseaux.net (consulté le 2021).
4. ↑  Georges Bouet, Oiseaux d'Afrique Tropicale, 1955
5. ↑  « Observations Trogon narina », sur inaturalist.org (consulté le 2021).
6. ↑  BirdLife International (BirdLife International), « IUCN Red List of Threatened Species: Apaloderma narina », IUCN Red List of Threatened Species,‎ 1er octobre 2016 (DOI 10.2305/iucn.uk.2016-3.rlts.t22682715a92957651.en, lire en ligne, consulté le 22 octobre 2021)